# Leonardo Iizuka
Leonardo Kenzo Iizuka (São Caetano do Sul, 7 de abril de 2006) é um mesatenista brasileiro. Chegou a ser número 77 do mundo em 2025, e foi medalhista de bronze no Pan-Americano de Tênis de Mesa de 2024.

## Carreira
No final de 2021, aos 15 anos, disputou seu primeiro Campeonato Mundial de Jovens. 
Em maio de 2024, ele participou do WTT Contender do Rio de Janeiro, chegando até às oitavas de final. 
Nos Jogos Olímpicos de 2024, ele integrou a equipe brasileira como suplente. 
No Campeonato Pan-Americano de Tênis de Mesa de 2024, ele chegou até as semifinais, obtendo a medalha de bronze na competição. 
No Campeonato Mundial de Jovens de Tênis de Mesa de 2024, em Helsingborg, na Suécia, ele conquistou duas medalhas de bronze na competição sub-19, nas chaves de simples e de duplas. Foram as primeiras medalhas da história do Brasil em um Mundial da modalidade. 
No Campeonato Mundial de Tênis de Mesa de 2025, realizado em Doha, Catar, Iizuka, com apenas 19 anos, venceu sua primeira partida em Mundiais adultos ao derrotar o nigeriano Olajide Omotayo por 4 sets a 1. Na segunda rodada, ele enfrentou o chinês Wang Chuqin, ex-nº 1 do ranking mundial, sendo eliminado por 4 a 0.
Participou do WTT Star Contender Ljubljana, perdendo na 1ª rodada para Park Gyuhyeon, da Coréia do Sul, por 3 a 0. 
No WTT Star Contender de Foz do Iguaçu, teve um grande resultado nas duplas masculinas: jogando com Guilherme Teodoro, chegou à semifinal do torneio. 
Nos Jogos Pan-Americanos Júnior de 2025, ele obteve a medalha de prata em simples, e a medalha de ouro nas duplas. 